# Jacqueline Cochran
Jacqueline Cochran, nascida Bessie Lee Pittman (Pensacola, 11 de maio de 1906 — Indio, 9 de agosto de 1980), foi uma pilota e executiva americana. Ela foi pioneira na aviação feminina como uma das pilotos de corrida mais proeminentes de sua geração. Ela estabeleceu vários recordes e foi a primeira mulher a quebrar a barreira do som em 18 de maio de 1953. Cochran (juntamente com Nancy Love) foi a chefe de guerra do Women Airforce Service Pilots (WASP) (1943-1944), que empregou cerca de 1000 mulheres civis americanas para transportar aviões de fábricas para cidades portuárias.

## Início da vida
Jacqueline Cochran, nascida Bessie Lee Pittman, em Pensacola, (algumas fontes indicam que ela nasceu em DeFuniak Springs) na Flórida Panhandle, era a caçula dos cinco filhos de Mary (Grant) e Ira Pittman, um carpinteiro que frequentemente se mudava para montar serrarias. Embora sua família não fosse rica, a infância de Cochran vivendo na pequena cidade da Flórida foi semelhante à de outras famílias da época. Ao contrário de alguns relatos, sempre havia comida na mesa e ela não era adotada, como muitas vezes afirmava.
Por volta de 1920, (ela teria 13 ou 14 anos), ela se casou com Robert Cochran e deu à luz um filho, Robert, que morreu em 1925 aos 5 anos. Depois que o casamento terminou, ela se tornou cabeleireira e conseguiu um emprego em Pensacola, mudando-se para Nova York.
Mais tarde, Cochran conheceu Floyd Bostwick Odlum, fundador da Atlas Corp e CEO da RKO em Hollywood. Quatorze anos mais velho que ela, ele tinha a fama de ser um dos 10 homens mais ricos do mundo. Odlum se apaixonou por Cochran e se ofereceu para ajudá-la a estabelecer um negócio de cosméticos.
Depois que um amigo lhe ofereceu uma carona em uma aeronave, Cochran começou a ter aulas de vôo no Roosevelt Airfield, Long Island, no início da década de 1930, e aprendeu a pilotar uma aeronave em três semanas. Dentro de dois anos obteve sua licença de pilota comercial. Chamando sua linha de cosméticos de Wings to Beauty, ela voou em seu próprio avião pelo país promovendo seus produtos. Anos depois, Odlum usou suas conexões em Hollywood para fazer Marilyn Monroe endossar a linha de batons de Cochran.

## Carreira na aviação

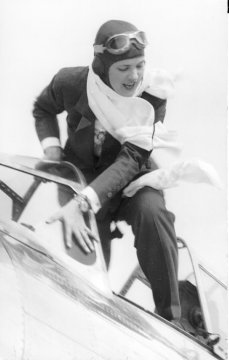
Cochran 1938

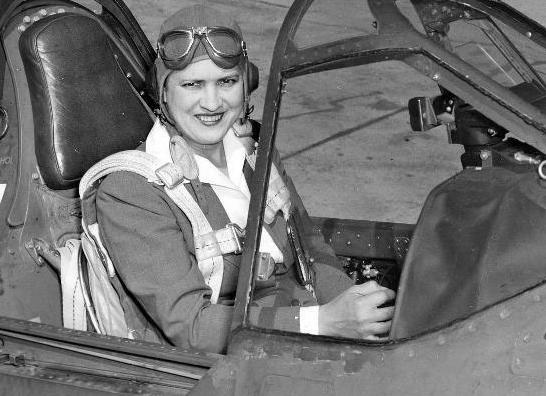
Cochran em um Curtiss P-40 Warhawk.

Conhecida por seus amigos como "Jackie", e mantendo o nome Cochran, ela foi uma das três mulheres a competir na MacRobertson Air Race em 1934. Em 1937, ela foi a única mulher a competir na corrida Bendix e trabalhou com Amelia Earhart para abrir a corrida para as mulheres. Naquele ano, ela também estabeleceu um novo recorde mundial de velocidade feminina. Em 1938, ela foi considerada a melhor pilota dos Estados Unidos. Ela ganhou o Bendix e estabeleceu um novo recorde de velocidade transcontinental, bem como recordes de altitude. Ela ganhou cinco troféus Harmon. Às vezes chamada de "Rainha da Velocidade", no momento de sua morte, nenhum outro piloto detinha mais velocidade, distância ou recordes de altitude na história da aviação do que Cochran.
Antes de os Estados Unidos entrarem na Segunda Guerra Mundial, Cochran fazia parte da "Wings for Britain", uma organização que transportava aeronaves americanas para a Grã-Bretanha, tornando-se a primeira mulher a pilotar um Lockheed Hudson V através do Atlântico. Na Grã-Bretanha, ela ofereceu seus serviços para a Royal Air Force. Por vários meses ela trabalhou para a Air Transport Auxiliary (ATA), recrutando mulheres qualificadas nos Estados Unidos e levando-as para a Inglaterra.
Em 1939, Cochran escreveu uma carta ao tenente-coronel Robert Olds, que estava ajudando a organizar o Air Corps Ferrying Command. Na carta, Cochran sugeriu que mulheres fossem empregadas para voar em missões não-combatentes. No início de 1941, Olds pediu a Cochran para descobrir quantas mulheres pilota havia nos Estados Unidos, quais eram seus tempos de voo, suas habilidades, seu interesse em voar pelo país e informações pessoais sobre elas. Ela usou registros da Administração da Aeronáutica Civil para coletar os dados.
Apesar da escassez de pilotos, o tenente-general Henry H. "Hap" Arnold era a pessoa que precisava ser convencida de que as mulheres eram a solução para seus problemas de pessoal. Arnold, chefe do Air Corps, continuou como comandante geral das Forças Aéreas do Exército após sua criação em junho de 1941. Ele sabia que as mulheres estavam sendo usadas com sucesso na ATA na Inglaterra, então Arnold sugeriu que Cochran levasse um grupo de mulheres qualificadas para ver como os britânicos estavam se saindo. Ele prometeu a ela que nenhuma decisão seria tomada até que ela voltasse.
Cochran pediu que 76 das pilotas mais qualificadas – identificadas durante a pesquisa que ela havia feito anteriormente para Olds – para voarem. As qualificações para essas mulheres eram altas: pelo menos 300 horas de voo, mas a maioria das mulheres tinha mais de 1 000 horas. Aquelas que chegaram ao Canadá descobriram que a taxa de eliminação também era alta. Um total de 25 mulheres passaram nos testes e, dois meses depois, em março de 1942, foram para a Grã-Bretanha com Cochran para ingressar na ATA.
Enquanto Cochran estava na Inglaterra, em setembro de 1942, o General Arnold autorizou a formação do Women's Auxiliary Ferrying Squadron (WAFS) sob a direção de Nancy Harkness Love. O WAFS começou na Base Aérea de New Castle em Wilmington, Delaware, cujo objetivo era transportar aeronaves militares. Ao saber da WAFS, Cochran retornou imediatamente da Inglaterra. A experiência de Cochran na Grã-Bretanha com a ATA a convenceu de que mulheres pilotas poderiam ser treinadas para fazer muito mais do que apenas transportar. Com apoio de Arnold para expandir as oportunidades para mulheres, ele sancionou a criação do Women's Flying Training Detachment (WFTD), liderado por Cochran. Em agosto de 1943, o WAFS e o WFTD se fundiram para criar o Women Airforce Service Pilots (WASP) com Cochran como diretora e Nancy Love como chefe da divisão de transporte.
Por seu serviço de guerra, ela recebeu a Medalha de Serviços Distintos (DSM) em 1945. Seu prêmio foi anunciado em um comunicado de imprensa do Departamento de Guerra datado de 1 de março de 1945, que afirmou que Cochran foi a primeira mulher civil a receber o DSM, que era então o maior prêmio não-combate apresentado pelo governo dos Estados Unidos. (Na verdade, no entanto, algumas mulheres civis receberam o DSM para o serviço durante a Primeira Guerra Mundial. Essas mulheres incluíam Hannah J. Patterson e Anna Howard Shaw do Conselho de Defesa Nacional, Evangeline Booth do Exército da Salvação, bem como Mary Vail Andress e Jane A. Delano da Cruz Vermelha Americana).

## Pós-guerra

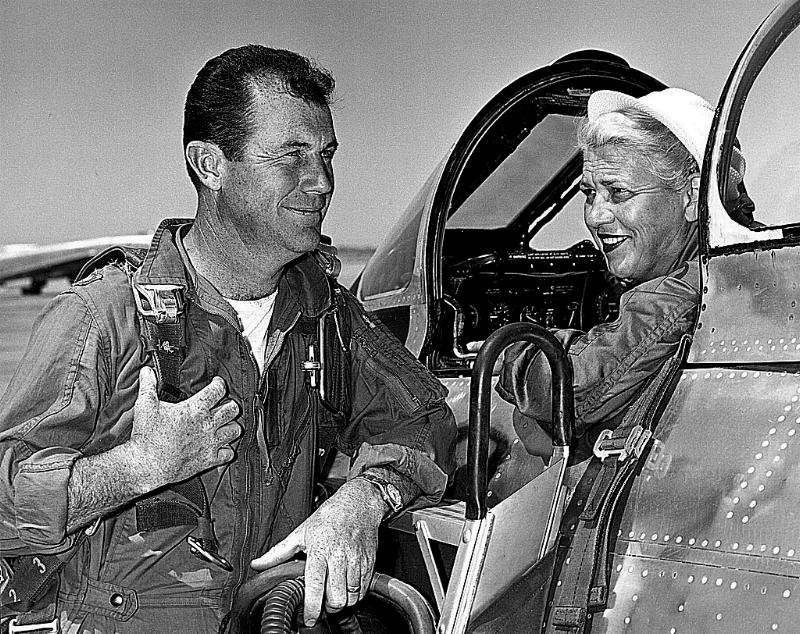
Cochran em seu F-86, conversando com Charles E. Yeager

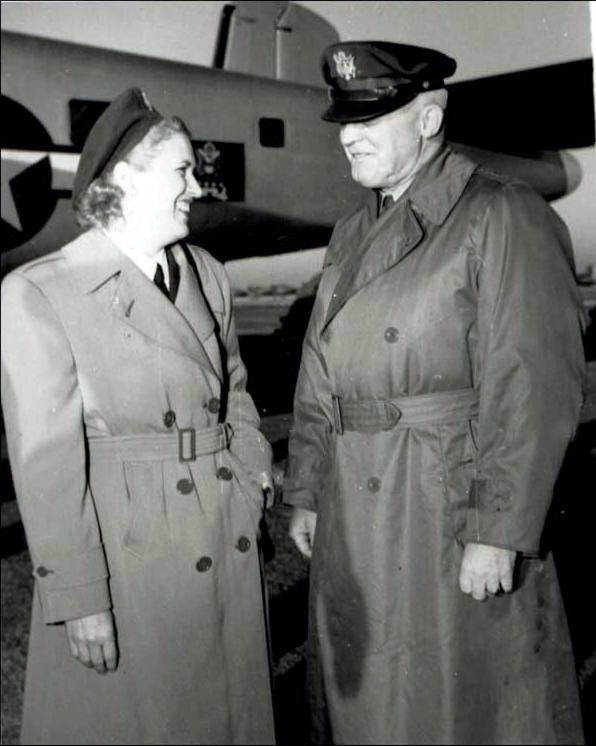
Cochran com o General Hap Arnold

No final da guerra, Cochran foi contratada por uma revista para relatar os eventos globais do pós-guerra. Nesse papel, ela testemunhou a rendição do general japonês Tomoyuki Yamashita nas Filipinas, foi a primeira mulher não japonesa a entrar no Japão após a Guerra e participou dos Julgamentos de Nuremberg na Alemanha.
Em 9 de setembro de 1948, Cochran ingressou na Reserva da Força Aérea dos EUA como tenente-coronel. Ela foi promovida a coronel em 1969 e se aposentou em 1970.

### Registros
Em 1952, Cochran, aos 47 anos, decidiu desafiar o recorde mundial de velocidade feminina, então detido por Jacqueline Auriol. Ela tentou pegar emprestado um F-86 da Força Aérea dos EUA, mas foi recusado. Ela foi apresentada a um Vice-Marechal do Ar da Força Aérea Real Canadense (RCAF) que, com a permissão do Ministro da Defesa canadense, conseguiu emprestar o Sabre 3. Canadair e enviou uma equipe de apoio de 16 homens para a Califórnia. Em 18 de maio de 1953, Cochran estabeleceu um novo recorde de velocidade de 1 050,15 km/h (652,5 mi/h). Mais tarde, em 3 de junho, ela estabeleceu um novo recorde de circuito fechado de 1078 km/h (670 mi/h). Encorajado pelo então Major Chuck Yeager, com quem Cochran compartilhou uma amizade ao longo da vida, em 18 de maio de 1953 Cochran voou o Sabre 3 a uma velocidade média de 652 337 mph. Durante o curso desta corrida, o Saber tornou-se supersônico, e Cochran se tornou a primeira mulher a quebrar a barreira do som.
Entre seus muitos recordes, em agosto a outubro de 1961, Cochran estabeleceu uma série de recordes de velocidade, distância e altitude enquanto pilotava um supersônico Northrop T-38A-30-NO Talon, número de série 60-0551. No último dia da série, ela estabeleceu dois recordes mundiais da Fédération Aéronautique Internationale (FAI), levando o T-38 a altitudes de 55 252,625 pés (16 841 m) em vôo horizontal e atingindo uma altitude máxima de 56 072,835 pés (17 091 m).
Cochran também foi a primeira mulher a pousar e decolar de um porta-aviões, a primeira mulher a pilotar um bombardeiro no Atlântico Norte (em 1941) e mais tarde a pilotar um avião a jato em um voo transatlântico, a única mulher a ser presidente da Fédération Aéronautique Internationale (1958-1961), a primeira mulher a voar um avião a jato de asa fixa através do Atlântico, a primeira pilota a voar acima de 20 000 pés (6 096 m) com máscara de oxigênio, e a primeira mulher a entrar na Bendix Transcontinental Race. Ela ainda detém mais recordes de distância e velocidade do que qualquer piloto vivo ou morto, homem ou mulher.

### Mercury 13
Na década de 1960, Cochran foi patrocinadora do programa Mercury 13, um esforço inicial para testar a capacidade das mulheres de serem astronautas. Treze mulheres passaram nos mesmos testes preliminares que os astronautas do sexo masculino. Nunca foi uma iniciativa da NASA, embora tenha sido liderada por dois membros do Comitê de Ciências da Vida da NASA, um dos quais, William Randolph Lovelace II, era um amigo próximo de Cochran e seu marido. Embora Cochran inicialmente apoiasse o programa, ela foi posteriormente responsável por atrasar outras fases de testes, e cartas dela para membros da Marinha e da NASA expressando preocupação sobre se o programa deveria ser executado podem ter contribuído significativamente ao eventual cancelamento do programa. É geralmente aceito que Cochran se voltou contra o programa com a preocupação de que ela não seria mais a aviadora mais proeminente.
Em 17 e 18 de julho de 1962, o deputado Victor Anfuso convocou audiências públicas para determinar se a exclusão de mulheres do programa de astronautas era ou não discriminatória, onde John Glenn e Scott Carpenter testemunharam contra a admissão de mulheres no programa de astronautas. A própria Cochran argumentou contra trazer mulheres para o programa espacial, dizendo que o tempo era essencial, e seguir em frente como planejado era a única maneira de vencer os soviéticos na corrida espacial. A NASA exigia que todos os astronautas fossem graduados em programas de piloto de teste de jato militar e tivessem diplomas de engenharia. Em 1962, nenhuma mulher poderia atender a esses requisitos. Isso encerrou o programa Mercury 13. No entanto, John Glenn e Scott Carpenter, que faziam parte do Mercury 7, também não tinham diplomas de engenharia quando foram selecionados. Ambos receberam um diploma após seus voos para a NASA.
Significativamente, as audiências investigaram a possibilidade de discriminação de gênero dois anos antes da Lei dos Direitos Civis de 1964 tornar isso ilegal.

## Atividades políticas

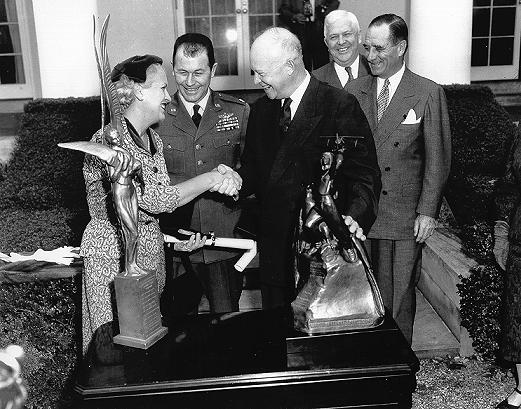
Cochran e Chuck Yeager sendo presenteados com os Troféus Internacionais Harmon pelo Presidente Dwight Eisenhower

Republicana ao longo da vida, Cochran, como resultado de seu envolvimento na política e nas forças armadas, tornou-se amiga íntima do general Dwight Eisenhower. No início de 1952, ela e o marido ajudaram a patrocinar um grande comício no Madison Square Garden, em Nova York, em apoio à candidatura presidencial de Eisenhower.
A manifestação foi documentada em filme e Cochran pessoalmente levou o filme para a França para uma exibição especial na sede de Eisenhower. Seus esforços provaram ser um fator importante para convencer Eisenhower a concorrer à presidência dos Estados Unidos em 1952 e ela desempenhou um papel importante em sua campanha bem-sucedida. Amigos próximos depois disso, Eisenhower frequentemente visitava ela e seu marido em seu rancho na Califórnia.
Politicamente ambiciosa, Cochran concorreu ao Congresso em 1956 pelo 29º Distrito Congressional da Califórnia como candidata do Partido Republicano. Seu nome apareceu durante toda a campanha e na cédula como Jacqueline Cochran-Odlum. Embora ela tenha derrotado cinco oponentes do sexo masculino para ganhar a indicação republicana, na eleição geral ela perdeu para o candidato democrata e primeiro congressista asiático-americano Dalip Singh Saund. Saund venceu com 54 989 votos (51,5%) contra 51 690 votos de Cochran (48,5%). Seu revés político foi um dos poucos fracassos que ela já experimentou e ela nunca tentou outra corrida. Aqueles que conheceram Cochran disseram que a perda a incomodou pelo resto de sua vida.

## Legado

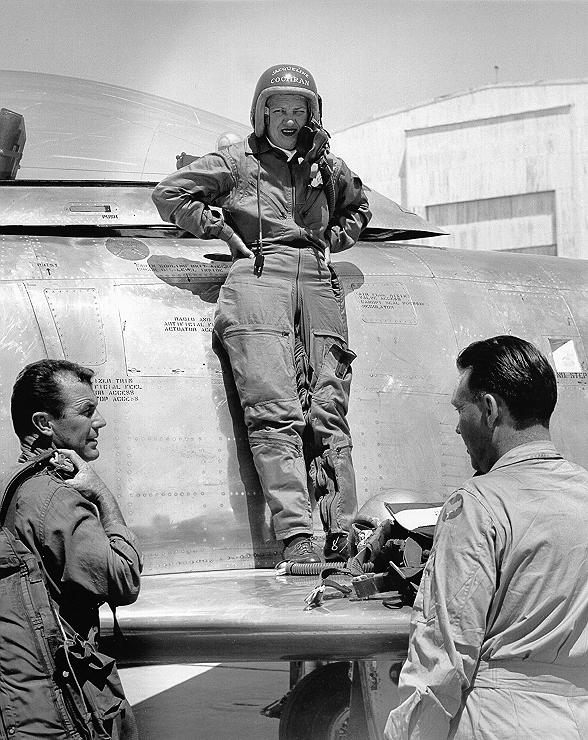
Cochran em pé na asa de seu F-86 conversando com Chuck Yeager e o piloto-chefe de testes da Canadair, Bill Longhurst

Cochran morreu em 9 de agosto de 1980, na casa em Indio, Califórnia, que ela havia compartilhado com o marido até sua morte, quatro anos antes. Ela está enterrada no Cemitério Público de Coachella Valley.
Em 1951, a Câmara de Comércio de Boston a elegeu uma das 25 empresárias de destaque nos Estados Unidos. Em 1953 e 1954, a Associated Press a nomeou "Mulher do Ano nos Negócios".
Cochran atuou no Conselho de Curadores da Universidade George Washington de 1962 até seu falecimento em 1980.
Um show aéreo anual chamado Jacqueline Cochran Air Show é nomeado em sua homenagem e acontece no Aeroporto Regional Jacqueline Cochran. Cochran também se tornou a primeira mulher a ser homenageada com uma exibição permanente de suas realizações na Academia da Força Aérea dos Estados Unidos. Na peça The Fastest Woman Alive, escrita por Karen Sunde, a vida de Cochran é narrada ao lado de seu marido, Floyd, Amelia Earhart e outros.
Outras honras incluem:
- 1964, recebeu o Golden Plate Award da Academia Americana de Realização[52]
- 1965, introdução no Hall da Fama Aeroespacial Internacional[53]
- 1971, indução no Hall da Fama da Aviação Nacional
- 1985, a União Astronômica Internacional atribuiu o nome Cochran a uma grande (100 km de diâmetro) cratera no planeta Vênus
- 1992, indução no Hall da Fama das Mulheres da Flórida
- 1993, indução no Hall da Fama do Automobilismo da América[54]
- 1993, indução no Hall da Fama da Mulher Nacional[55]
- Em 1996, os Correios dos Estados Unidos homenagearam Cochran com um selo postal de 50¢[19]
- 2002, indução no Hall da Fama da Aviação da Geórgia[56]
- 2021, dedicação da estátua no Condado de Okaloosa[57]